# Weiße Wiese (Dortmund)
 (mars 2020).
Si vous disposez d'ouvrages ou d'articles de référence ou si vous connaissez des sites web de qualité traitant du thème abordé ici, merci de compléter l'article en donnant les références utiles à sa vérifiabilité et en les liant à la section « Notes et références ».
La Weiße Wiese est le premier stade du Borussia Dortmund. Il était situé sur la Wambeler Strasse à proximité immédiate de la Borsigplatz et des installations industrielles de la sidérurgie Hoesch AG dans l'arrondissement d'Innenstadt-Nord.

## Histoire
La Weisse Wiese est à l'origine un terrain  urbain de jeu de ballon avec une piste de course et une fosse. Les buts étaient initialement composés uniquement de bois équarri et démontés après les matchs, sinon ils risquaient d'être volés. Le nom proviendrait des fleurs blanches rejetées par les peupliers voisins au printemps, qui ont transformé le champ en "prairie blanche".
Comme le terrain de sport ne répond pas aux règlements de l'association pour accéder à la division d'arrondissement, le club doit effectuer d'importants travaux de construction à l'été 1924. Outre la construction d'un mur de 450 mètres de long et de 1,8 m de haut et la construction de vestiaires et de guichets, l'accent est mis sur l'achèvement des gradins du public. Le coût total de la rénovation est de 50 000 Reichsmarks ; après les travaux de rénovation, le stade a une capacité d'environ 10 000 sièges. Le nouveau Borussia-Sportplatz est  remis au club par le maire Ernst Eichhoff le 14 août 1924.
Le terrain de sport doit céder la place à une piscine extérieure dans le cadre du Hoeschpark ; elle est cependant bâtie qu'en 1951. Une plaque commémorative commémore le lieu historique. Lorsque, en 1937, lors des préparatifs de guerre des nazis, Hoesch AG est contrainte de se développer, l'association doit quitter le site de Weiße Wiese et se diriger vers le Stadion Rote Erde au sud du centre-ville.